# Handelsspexet, Stockholm
Handelsspexet, Handelshögskolans i Stockholm studentkårs officiella spexorganisation. Spexet hålls varje vår i två till tre dagar; då första dagen är för en offentlig publik, och de andra två dagarna är för studenterna på Handelshögskolan. Numera hålls spexet på Playhouse Teater. Spexet är helt producerat och uppsatt av studenter och har trots sitt namn ingen koppling till skolans organisation utan endast till studentkåren. Varje år är spexet unikt och har ett specifikt tema som är hemligt fram tills en månad innan showen. Sedan 2022 är spexet på engelska för att inkludera de många internationella studenter som går på Handelshögskolan.  

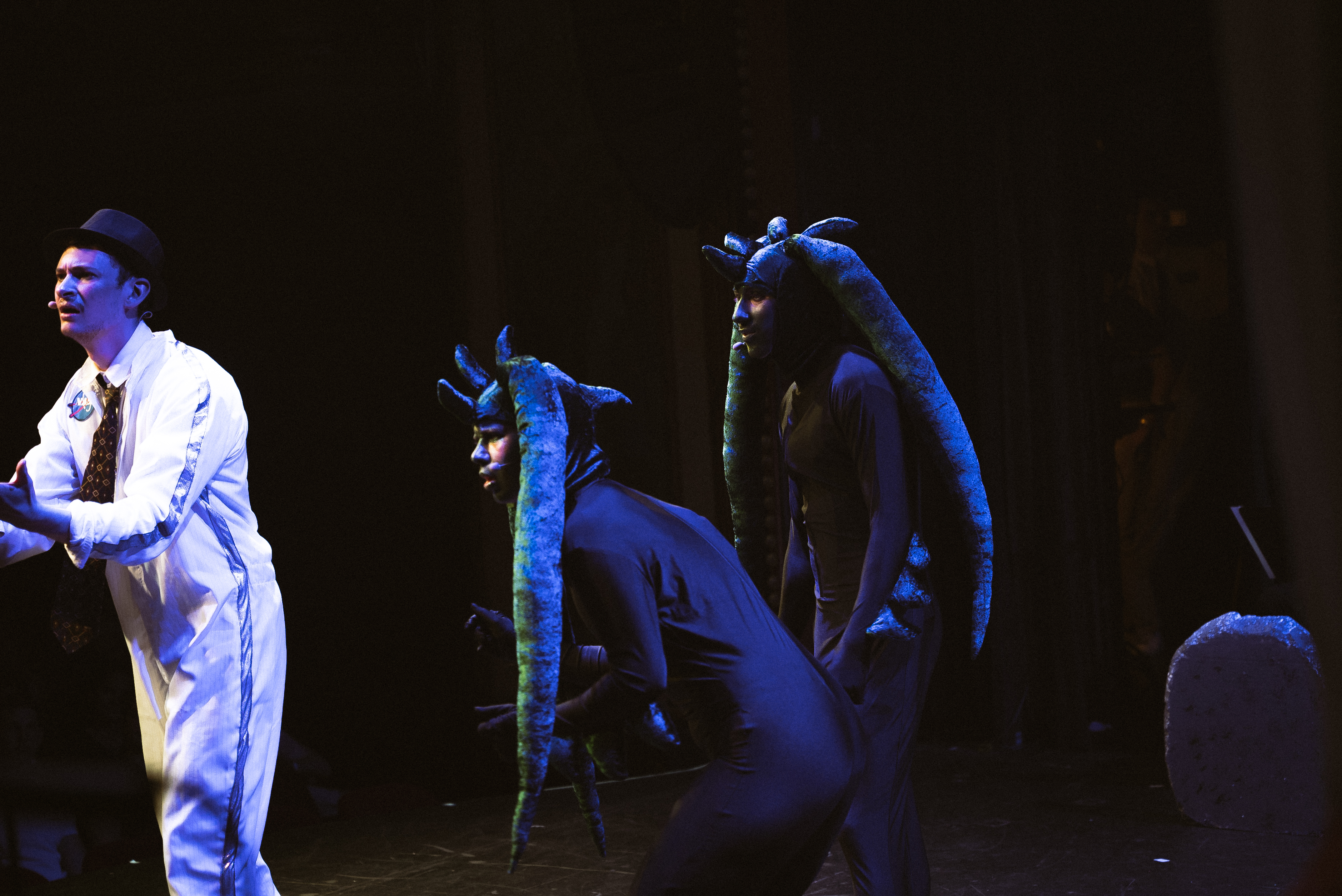
The Space Race - 2023

## Historia
1959 sattes första spexet, med temat Wild West, upp till firande av Handelshögskolans 50-årsjubileum. Spexet har spelats på många olika lokaler i Stockholm. 1973 spelades spexet Victoria eller Damen utan underkropp på Handelshögskolan i Stockholm och på Södra Teatern. 
Valåret 1998 sattes spexet Fader Göran upp på Folkan, som följdes av Jalta 1999 på La Scala. Regissör Jonas Larsson blev hastigt inkastad under repetitionerna av Fader Göran och har sedan dess regisserat 14 st spex på Handels. År 2000 framförde man Robyn Hood på Folkan, vilket blev det sista spexet på Folkan med dess snurrscen.

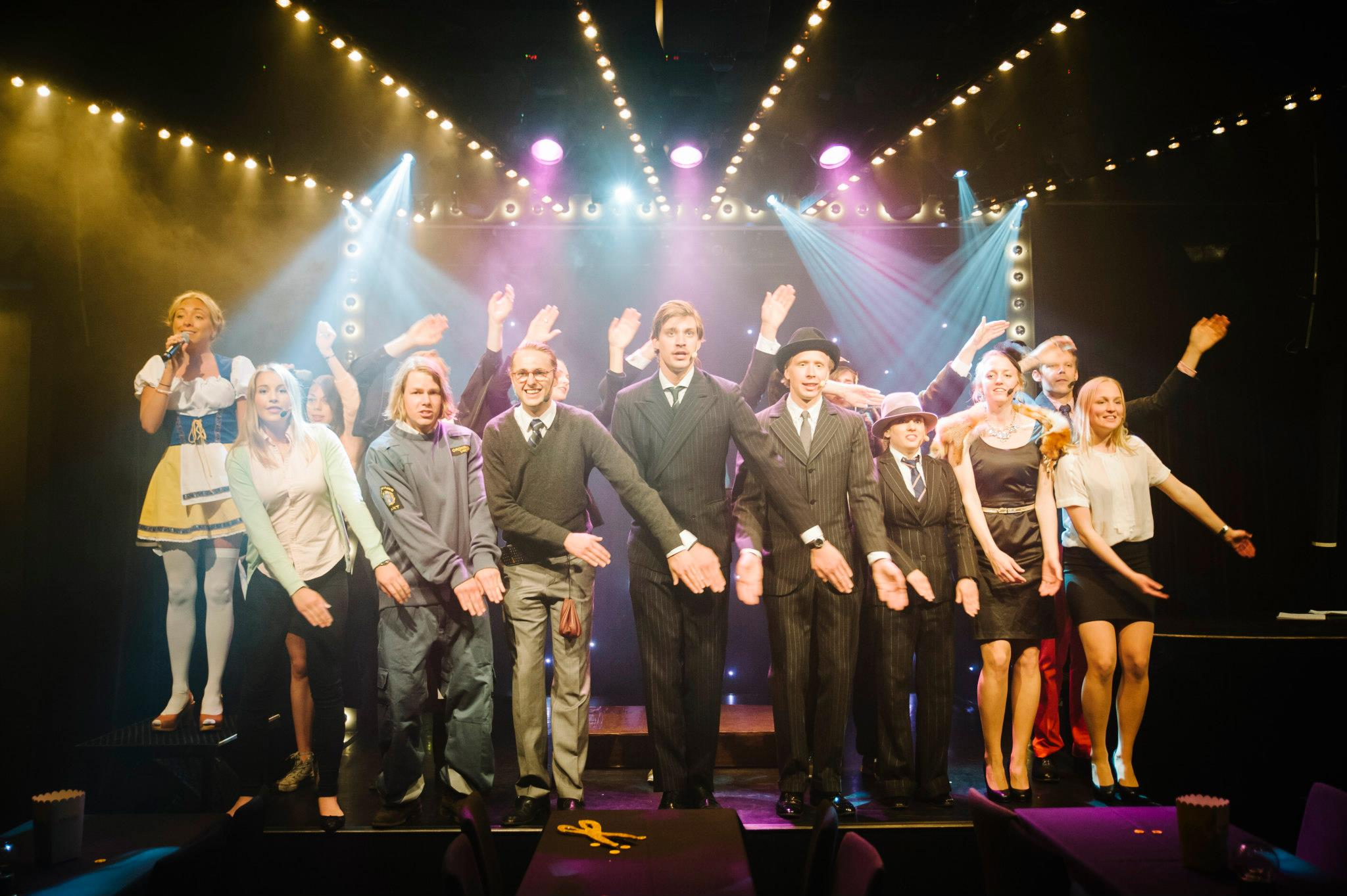
The Sound of Money - 2013

2009 firade Handelshögskolan i Stockholm 100 år vilket firades med ett Jubileumsspex på Oscarsteatern. 2010 var man tillbaka på Maxim och satte upp Mozart. Bäst Western 2012 blev Jonas Larssons 14:e och sista spex att regissera. Handelsspexet 2013, The Sound of Money, och 2014 års spex, Mediaungen i Machodjungeln, spelades på Wallmans Salonger och är båda regisserade av Erika Petersson och Anders Habenicht.
Sedan 2018 sätts spexet upp på Intiman och regisseras sedan 2014 av Micke Klingvall.  

## Lista över spex genom åren
| År   | Titel                                                | Scen                                                 | Regissör                                             | Producent                                                          |
| 1959 | Wild West // Prärien brinner                         |                                                      | Göran "Ångan" Ångström                               |                                                                    |
| ...  |                                                      |                                                      |                                                      |                                                                    |
| 1964 | Rabalder I Balders Mage                              |                                                      |                                                      |                                                                    |
| ...  |                                                      |                                                      |                                                      |                                                                    |
| 1973 | Victoria // Damen utan underkropp                    | Södra teatern                                        |                                                      |                                                                    |
| ...  |                                                      |                                                      |                                                      |                                                                    |
| 1994 | Rabalder i Balders mage (återuppsättning)            |                                                      |                                                      |                                                                    |
| 1995 | Röda rimmet (återuppsättning)                        | Folkan                                               |                                                      |                                                                    |
| 1996 | Lovisa Ulrika in the 18th century sphere of power    |                                                      | Sofia Wingren                                        | Kallemange Westerberg                                              |
| 1997 | Florence // En oväntad fyndighet                     |                                                      | Jonas Bjarme                                         | Petter Tiger, Catharina Cappelin (då Eklund)                       |
| 1998 | Fader Göran                                          | Folkan                                               | Jonas Larsson                                        | Per Kvarby, Lisa Öberg                                             |
| 1999 | Yalta                                                | Scalateatern                                         | Jonas Larsson                                        | Maria Hedung, Lisa Öberg                                           |
| 2000 | Robyn Hood                                           | Folkan                                               | Jonas Larsson                                        | Bonnie Challet, Johanna Härsjö                                     |
| 2001 | Ronja Rövardotter                                    | Södra Teatern                                        | Jonas Larsson                                        | Johanna Kruusval, Mattias Odenberg                                 |
| 2002 | Project Cuba                                         | Södra Teatern                                        | Jonas Larsson                                        | Johan Ranner, Claes Grufman                                        |
| 2003 | Inget spex                                           |                                                      | -                                                    | -                                                                  |
| 2004 | Utvandrarna                                          | Skandiabiografen                                     | Jonas Larsson                                        | Fredrik Beltzér, Johan Ranner, Stefan Åhlstedt                     |
| 2005 | 1931                                                 | Rival                                                | Jonas Larsson                                        | Rickard Karlsson, Henrik Johansson, Anders Hillerborg              |
| 2006 | Trustorhärvan                                        | Vasateatern                                          | Jonas Larsson                                        | Lisa Sandberg, Malin Edshage, Carolina Kloow                       |
| 2007 | Carl Larsson-koden                                   | Intiman                                              | Jonas Larsson                                        | Stefan Åhlstedt, Filippa Stenberg                                  |
| 2008 | Röda rimmet (återuppsättning)                        | Maximteatern                                         | Jonas Larsson                                        | Magnus Sätterberg, Beatrice Nylund                                 |
| 2009 | Bubblan som sprack                                   | Oscars                                               | Jonas Larsson                                        | Claes Grufman, Lars Strömgren, Rickard Karlsson                    |
| 2010 | Mozart                                               | Maximteatern                                         | Jonas Larsson                                        | Magnus Sätterberg, Anna Widmark, Andreas Willgert, Sandra Nohrborg |
| 2011 | Mata Hari                                            | Maximteatern                                         | Jonas Larsson                                        | Amelie Sandström, Martin Siltberg                                  |
| 2012 | Bäst Västern                                         | Maximteatern                                         | Jonas Larsson                                        | Tobias Kanevret Löf, Fanny Norell                                  |
| 2013 | The Sound of Money                                   | Wallmans                                             | Erika Petersson, Anders Habenicht                    | Johan Bjurman Bergman, Paula Bruneheim                             |
| 2014 | Mediaungen i Machodjungeln                           | Wallmans                                             | Erika Petersson, Anders Habenicht                    | Vilhelm Carlström, Sara Davidsson                                  |
| 2015 | Less Misery AB                                       | Wallmans                                             | Erika Petersson, Anders Habenicht                    | Ebba Ramel, Johan Bäckman Berg                                     |
| 2016 | Handelsbubblan i Söderhavet                          |                                                      | Stefan Åhlstedt, Amelie Sandström, Micke Klingvall   | Alisa Bandell, Matilda Björklund                                   |
| 2017 | Kårhusockupationen                                   |                                                      | Micke Klingvall                                      | Espen Janson                                                       |
| 2018 | Oljekrisen                                           | Intiman                                              | Micke Klingvall                                      | Oscar Stein                                                        |
| 2019 | Den sista droppen                                    | Intiman                                              | Micke Klingvall                                      | Adam Landberg                                                      |
| 2020 | Berlinmurens Fall (inställt p.g.a covid-19 pandemin) | Berlinmurens Fall (inställt p.g.a covid-19 pandemin) | Berlinmurens Fall (inställt p.g.a covid-19 pandemin) | Berlinmurens Fall (inställt p.g.a covid-19 pandemin)               |
| 2021 | Leif Eriksson (inställt p.g.a covid-19 pandemin)     | Leif Eriksson (inställt p.g.a covid-19 pandemin)     | Leif Eriksson (inställt p.g.a covid-19 pandemin)     | Leif Eriksson (inställt p.g.a covid-19 pandemin)                   |
| 2022 | Vikings: The Meaning of Leif                         | Intiman                                              | Micke Klingvall                                      | Thomas Stjärne Brolin                                              |
| 2023 | The Space Race                                       | Intiman                                              | Micke Klingvall                                      | Elsa Persson                                                       |
| 2024 | Ship Happens - A Pirate's Tale                       | Intiman                                              | Micke Klingvall                                      | David Cronsioe & Paula Hopkins                                     |
| 2025 | If You Slay You May                                  | Playhouse                                            | Micke Klingvall                                      | Axel Legelius & Linn Ji                                            |

Åren som saknas beror på att något spex inte sattes upp då, alternativt att information om dessa år saknas.

## Projektgruppen
Spexet produceras av en projektgrupp bestående av ca 40-50 studenter från Handelshögskolan i Stockholm. Gruppen förnyas varje år och sätts ihop genom att studenter under höstterminen ansöker till de olika rollerna som erbjuds. Projektgruppen leds av en eller flera generaler tillsammans med en kommitté som sedan har medlemmar i sina respektive grupper. 

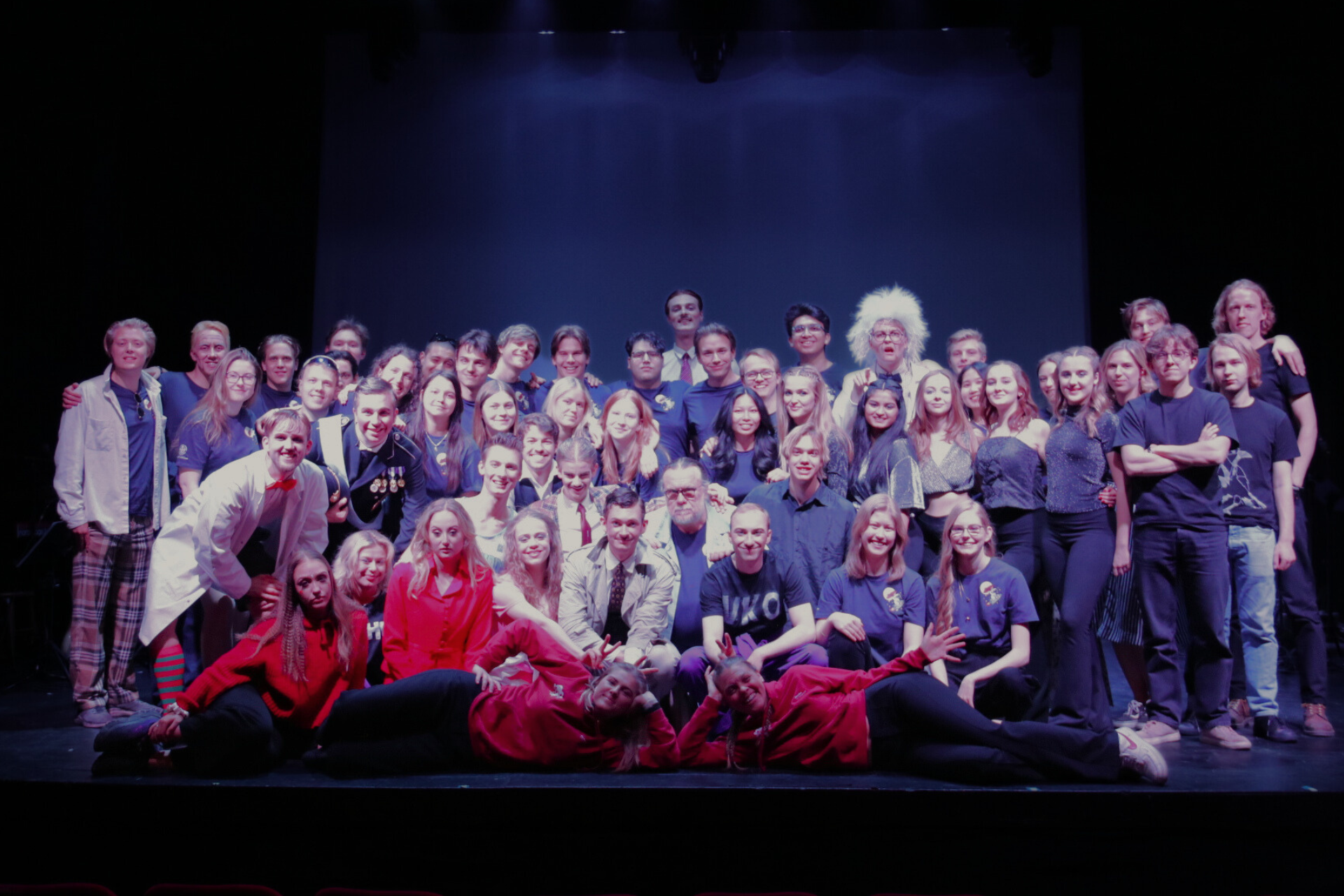
Projektgruppen 2023